# Охаба (Хунедоара)
Охаба (рум. Ohaba) — село у повіті Хунедоара в Румунії. Входить до складу комуни Лепуджу-де-Жос.
Село розташоване на відстані 328 км на північний захід від Бухареста, 35 км на захід від Деви, 132 км на південний захід від Клуж-Напоки, 95 км на схід від Тімішоари.

## Населення
За даними перепису населення 2002 року у селі проживали 165 осіб, усі — румуни. Усі жителі села рідною мовою назвали румунську.